# Paul Legatte
Paul Legatte, né le 25 août 1916 à Saint-Hilaire-la-Palud et mort le 27 février 2002 à Niort, est un juriste et un haut fonctionnaire français.

## Biographie
En 1944, il est nommé chargé de mission au cabinet de Pierre Mendès France, ministre de l’Économie nationale et l'année suivante il devient administrateur civil au ministère des Finances. De 1950 à 1954, il est conseiller des délégations françaises au Conseil économique et social et à la Commission économique pour l'Europe des Nations unies. En juin 1954, il devient le chef de cabinet de Pierre Mendès France, président du Conseil, et le demeure jusqu'à la chute du gouvernement en février 1955.
De 1954 à 1973, il est maître des requêtes au Conseil d’État. Au cours de cette période, il est conseiller technique au cabinet de Pierre Mendès France, brièvement ministre d’État en 1956.
De 1969 à 1972, il occupe un poste de professeur associé à la faculté de droit de Paris X-Nanterre.
Nommé conseiller d’État en 1973, il est chargé de mission auprès de François Mitterrand, président de la République, à partir de 1981, avant d'être nommé membre du Conseil constitutionnel le 25 avril 1983, en remplacement d'Achille Peretti, décédé. Il prête serment le 11 mai suivant et demeure en fonction jusqu'en mars 1986, pour achever le mandat de son prédécesseur. Il est alors nommé Médiateur de la République, fonction qu'il exerce durant six ans où il intervient notamment dans le cadre de l'affaire Saint Aubin. Il est ensuite membre du Conseil économique et social de 1992 à 1994 et du Conseil supérieur de la magistrature de 1993 à 1994.

## Décorations[2]
- Grand officier de la Légion d'honneur
- Commandeur de l'ordre national du Mérite
- Chevalier de l'ordre de la Santé publique (1955)[3]
- Officier du Nichan Iftikhar

## Publications
- Le Principe d'équité, défendre le citoyen face à l'administration, édition Presse de la Renaissance, 1998[4].